# 色部義明
色部 義明(いろべ よしあき、1911年7月18日 - 2001年8月12日）は、日本の経営者。協和銀行頭取を務めた。東京都出身。

## 経歴
1936年に東京帝国大学経済学部経済学科を卒業し、同年に日本銀行に入行。
1966年5月に協和銀行に転じ、1971年5月に頭取に就任し、1980年9月には会長に就任した。1986年9月に相談役を経て、1998年4月から名誉顧問を務めた。
また頭取在任時に安宅産業破綻処理に立ち向かう事となった。
また、1981年から死去するまで全日本学生囲碁連盟会長をつとめた。1986年7月から1987年12月までに日本棋院理事長を務めた。1986年、日本棋院から大倉賞を受賞する。
2001年8月12日気管支喘息のために東京都三鷹市の病院で死去。90歳没。